# La Casa de Ferro
La Casa de Ferro o Edifici d'habitatges Coll del Portell és una obra de les darreres tendències de Barcelona inclosa a l'Inventari del Patrimoni Arquitectònic de Catalunya.

## Descripció
La singularitat dels habitatges de l'edifici d'habitatges del carrer del Coll del Portell resideix en la confiança en la tecnologia i en emprar el ferro com material essencial per a l'estructura, les terrasses, els passadissos, les parets i els cossos cilíndrics exempts de l'escala i ascensor. Esdevingué un singular exemple de l'arquitectura catalana del moment.
Amb aquest immoble va estendre's el model dúplex durant la dècada dels setanta així com l'hàbit d'introduir el desnivell en l'arquitectura domèstica, especialment al menjador. Ha de ser entès com un exercici d'artesania aplicada a un llenguatge volgudament tecnològic.
Per a aquest projecte l'arquitecte va haver de salvar les reduïdes dimensions, que comportaven certs riscos: les estretes i inclinades escales o les cantonades sense possible ús. Tot i que no es van poder salvar aquestes dificultats, es va saber aprofitar la complexitat estructural per a la composició de les façanes.

## Història
L'edifici recorda als primers intents d'arquitectura industrialitzada a Anglaterra, l'anomenat estil “High Tech” de Grimshaw o Foster, o fins i tot algunes arquitectures dels Smithsons.